# Vologaeses V.

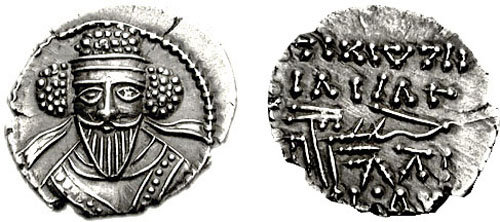
Münze von Vologaeses V. Die Münze ist in Ekbatana geprägt worden. Rückseite: eine aramäische Inschrift und sinnlose griechische Buchstaben

Vologaeses V. (auch Balāš bzw. Valgāš) war ein parthischer König, der von etwa 191/93 bis 207/8 regierte.

## Leben
Bevor er seinem Vater nachfolgen sollte, war Vologaeses zwischen ca. 180–ca. 190 unter dem Namen Vologaeses II. arsakidischer König von Armenien. Vologaeses V. fungierte vermutlich seit 191 als Mitregent seines Vaters Vologaeses IV. und trat 193 dessen Nachfolge an. Er nutzte die damalige Schwäche des römischen Reiches und förderte, noch in der Regierungszeit von Vologaeses IV., Unruhen in den römischen Vasallenstaaten Osroene und Adiabene.
Der römische Kaiser Septimius Severus konnte 195 diese Staaten jedoch in seinem ersten Partherkrieg für Rom gewinnen, war danach aber mit Angelegenheiten im Westen seines Reiches beschäftigt. Vologaeses V. griff dann Mesopotamien an, hatte jedoch mit einer Rebellion zu kämpfen. Im Jahr 197 fiel Septimius Severus wieder in Mesopotamien ein und konnte die Hauptstadt Ktesiphon und andere Orte plündern. Die Bewohner von Ktesiphon wurden in die Sklaverei verkauft. Als die Nahrung knapp wurde, zog er sich zurück und versuchte erfolglos Hatra zu erobern. Im Norden Mesopotamiens richtete der Kaiser die (kurzlebige) römische Provinz Mesopotamia ein und stationierte zu deren Schutz zwei Legionen. Vologaeses V. starb um 207, sein Sohn Vologaeses VI. wurde sein Nachfolger.
Unter Vologaeses V. sind deutliche Verfallserscheinungen in allen Lebensbereichen Parthiens feststellbar. Die Münzlegenden sind oft kaum lesbar. Das Bild des Herrschers ist oftmals zu einer Karikatur verkommen. Anscheinend sind die diversen Kriege, aber auch die Pest nicht spurlos an dem Reich vorübergegangen.